# 第2普通科大隊
第2普通科大隊（だいにふつうかだいたい、JGSDF 2nd Infantry Battalion(Airborne)）は、陸上自衛隊習志野駐屯地（千葉県 船橋市）に駐屯する第1空挺団隷下の普通科部隊である。

## 沿革
- 2004年（平成16年）3月29日：普通科群第2普通科中隊（習志野駐屯地）を母体として増強改編し、習志野駐屯地に新編。
- 2008年（平成20年）3月26日：迫撃砲中隊を廃止。3個迫撃砲小隊として各中隊に配属。

## 部隊編成
- 第2普通科大隊本部
- 第2普通科大隊本部中隊「空挺団-2普本」
  - 中隊本部
  - 情報小隊
  - 通信小隊
  - 対戦車小隊
- 第4普通科中隊「空挺団-2普4」
- 第5普通科中隊「空挺団-2普5」
- 第6普通科中隊「空挺団-2普6」

## 主要装備
- 軽装甲機動車（LAV）
- 高機動車
- 1/2tトラック / 73式小型トラック
- 1 1/2tトラック / 73式中型トラック
- 3 1/2tトラック / 73式大型トラック
- 89式5.56mm小銃
- 5.56mm機関銃MINIMI
- 対人狙撃銃　レミントン M24 SWS
- 9mm機関けん銃
- 01式軽対戦車誘導弾（LMAT）
- 81mm迫撃砲 L16
- 中距離多目的誘導弾